# Universidad Emory
La Universidad Emory es una universidad privada en Druid Hills, en el área metropolitana de Atlanta.
Fue fundada como Emory College en 1836 en Oxford (Georgia), y su nombre rinde homenaje al metodista John Emory. En 1915 cambió de nombre a Universidad Emory y se trasladó a su campus actual gracias a la donación de un terreno por parte de Asa Candler, el presidente de The Coca-Cola Company. 
Emory se encuentra en el puesto número 20 de las universidades de los Estados Unidos según el U.S. News & World Report.